# RAL
RAL — немецкий цветовой стандарт, разработанный в 1927 году Государственным комитетом по условиям поставок (Reichs-Ausschuss fur Lieferbedingungen) по просьбе производителей лакокрасочной продукции.
Институт RAL установил стандарт на цветовое пространство, разделив его на диапазоны и обозначив каждый цвет однозначным цифровым индексом. С тех пор компания RAL gGmbH постоянно разрабатывает и добавляет новые образцы цветов в соответствии с потребностями рынка. Многочисленные нотации, сопровождающие примеры цветов гарантируют ясное и лаконичное средство коммуникации, которое понятно во многих областях промышленности. Разработанная универсальная система выбора цветов востребована во многих отраслях, где нужно правильное понимание цвета.

## RAL Classic
Классическая цветовая коллекция RAL, ставшая стандартом для выбора цвета с 1927 года. Теперь серия включает 216 цветов, в том числе 17 металлических. Номера четырехзначные (№ XXXX), где 1xxx — жёлтые (30 штук), 2xxx — оранжевые (13 штук), 3xxx — красные (25 штук), 4xxx — фиолетовые (12 штук), 5xxx — синие (25 штук), 6xxx — зелёные (36 штук), 7xxx — серые (48 штук), 8xxx — коричневые (20 штук), 9xxx — светлые и тёмные (14 штук). Количество оттенков указано с учётом металлики. Классические цвета RAL применяются в различных областях промышленности: лакокрасочное производство, колеровка, архитектура, дизайн (графический, промышленный, транспортный, интерьерный, полиграфический и даже городской среды).

### Шкала RAL Classic
Сегодня стандарт RAL включает в себя множество цветов и оттенков. В таблице приведены лишь наиболее часто используемые цвета. Таблица носит справочный характер, так как отображаемые цвета могут отличаться от настоящих цветов из каталога RAL.
| Шкала RAL Classic                 | Шкала RAL Classic                    | Шкала RAL Classic                      | Шкала RAL Classic                 | Шкала RAL Classic                |
| --------------------------------- | ------------------------------------ | -------------------------------------- | --------------------------------- | -------------------------------- |
| 1000 — Зелёно-бежевый             | 1001 — Бежевый                       | 1002 — Песочно-жёлтый                  | 1003 — Сигнальный жёлтый          | 1004 — Жёлто-золотой             |
|                                   |                                      |                                        |                                   |                                  |
| 1005 — Медово-жёлтый              | 1006 — Кукурузно-жёлтый              | 1007 — Нарциссово-жёлтый               | 1011 — Коричнево-бежевый          | 1012 — Лимонно-жёлтый            |
|                                   |                                      |                                        |                                   |                                  |
| 1013 — Жемчужно-белый             | 1014 — Слоновая кость                | 1015 — Светлая слоновая кость          | 1016 — Жёлтая сера                | 1017 — Шафраново-жёлтый          |
|                                   |                                      |                                        |                                   |                                  |
| 1018 — Цинково-жёлтый             | 1019 — Серо-бежевый                  | 1020 — Оливково-жёлтый                 | 1021 — Рапсово-жёлтый             | 1023 — Транспортно-жёлтый        |
|                                   |                                      |                                        |                                   |                                  |
| 1024 — Охра жёлтая                | 1026 — Люминесцентный жёлтый         | 1027 — Карри жёлтый                    | 1028 — Дынно-жёлтый               | 1032 — Жёлтый ракитник           |
|                                   |                                      |                                        |                                   |                                  |
| 1033 — Георгиново-жёлтый          | 1034 — Пастельно-жёлтый              | 1035 — Перламутрово-бежевый            | 1036 — Перламутрово-золотой       | 1037 — Солнечно-жёлтый           |
|                                   |                                      |                                        |                                   |                                  |
| 2000 — Жёлто-оранжевый            | 2001 — Красно-оранжевый              | 2002 — Алый                            | 2003 — Пастельно-оранжевый        | 2004 — Оранжевый                 |
|                                   |                                      |                                        |                                   |                                  |
| 2005 — Люминесцентный оранжевый   | 2007 — Люминесцентный ярко-оранжевый | 2008 — Ярко-красно-оранжевый           | 2009 — Транспортный оранжевый     | 2010 — Сигнальный оранжевый      |
|                                   |                                      |                                        |                                   |                                  |
| 2011 — Насыщенный оранжевый       | 2012 — Лососёво-оранжевый            | 2013 — Перламутрово-оранжевый          | 3000 — Огненно-красный            | 3001 — Сигнальный красный        |
|                                   |                                      |                                        |                                   |                                  |
| 3002 — Карминно-красный           | 3003 — Рубиново-красный              | 3004 — Пурпурно-красный                | 3005 — Винно-красный              | 3007 — Чёрно-красный             |
|                                   |                                      |                                        |                                   |                                  |
| 3009 — Оксид красный              | 3011 — Коричнево-красный             | 3012 — Бежево-красный                  | 3013 — Томатно-красный            | 3014 — Розовый антик             |
|                                   |                                      |                                        |                                   |                                  |
| 3015 — Светло-розовый             | 3016 — Кораллово-красный             | 3017 — Розовый                         | 3018 — Клубнично-красный          | 3020 — Транспортный красный      |
|                                   |                                      |                                        |                                   |                                  |
| 3022 — Лососёво-красный           | 3024 — Люминесцентный красный        | 3026 — Люминесцентный ярко-красный     | 3027 — Малиново-красный           | 3031 — Ориент красный            |
|                                   |                                      |                                        |                                   |                                  |
| 3032 — Перламутрово-рубиновый     | 3033 — Перламутрово-розовый          | 4001 — Красно-сиреневый                | 4002 — Красно-фиолетовый          | 4003 — Вересково-фиолетовый      |
|                                   |                                      |                                        |                                   |                                  |
| 4004 — Бордово-фиолетовый         | 4005 — Сине-сиреневый                | 4006 — Транспортный пурпурный          | 4007 — Пурпурно-фиолетовый        | 4008 — Сигнальный фиолетовый     |
|                                   |                                      |                                        |                                   |                                  |
| 4009 — Пастельно-фиолетовый       | 4010 — Телемагента                   | 4011 — Перламутрово-фиолетовый         | 4012 — Перламутрово-ежевичный     | 5000 — Фиолетово-синий           |
|                                   |                                      |                                        |                                   |                                  |
| 5001 — Зелёно-синий               | 5002 — Ультрамариново-синий          | 5003 — Сапфирово-синий                 | 5004 — Чёрно-синий                | 5005 — Сигнальный синий          |
|                                   |                                      |                                        |                                   |                                  |
| 5007 — Бриллиантово-синий         | 5008 — Серо-синий                    | 5009 — Лазурно-синий                   | 5010 — Горечавково-синий          | 5011 — Стально-синий             |
|                                   |                                      |                                        |                                   |                                  |
| 5012 — Голубой                    | 5013 — Кобальтово-синий              | 5014 — Голубино-синий                  | 5015 — Небесно-синий              | 5017 — Транспортный синий        |
|                                   |                                      |                                        |                                   |                                  |
| 5018 — Бирюзово-синий             | 5019 — Капри синий                   | 5020 — Океанская синь                  | 5021 — Водная синь                | 5022 — Ночной синий              |
|                                   |                                      |                                        |                                   |                                  |
| 5023 — Отдалённо-синий            | 5024 — Пастельно-синий               | 5025 — Перламутровый горечавково-синий | 5026 — Перламутровый ночной синий | 6000 — Патиново-зелёный          |
|                                   |                                      |                                        |                                   |                                  |
| 6001 — Изумрудно-зелёный          | 6002 — Лиственно-зелёный             | 6003 — Оливково-зелёный                | 6004 — Сине-зелёный               | 6005 — Зелёный мох               |
|                                   |                                      |                                        |                                   |                                  |
| 6006 — Серо-оливковый             | 6007 — Бутылочно-зелёный             | 6008 — Коричнево-зелёный               | 6009 — Пихтовый зелёный           | 6010 — Травяной зелёный          |
|                                   |                                      |                                        |                                   |                                  |
| 6011 — Резедово-зелёный           | 6012 — Чёрно-зелёный                 | 6013 — Тростниково-зелёный             | 6014 — Жёлто-оливковый            | 6015 — Чёрно-оливковый           |
|                                   |                                      |                                        |                                   |                                  |
| 6016 — Бирюзово-зелёный           | 6017 — Майский зелёный               | 6018 — Желто-зелёный                   | 6019 — Бело-зелёный               | 6020 — Хромовый зелёный          |
|                                   |                                      |                                        |                                   |                                  |
| 6021 — Бледно-зелёный             | 6022 — Коричнево-оливковый           | 6024 — Транспортный зелёный            | 6025 — Папоротниково-зелёный      | 6026 — Опаловый зелёный          |
|                                   |                                      |                                        |                                   |                                  |
| 6027 — Светло-зелёный             | 6028 — Сосновый зелёный              | 6029 — Мятно-зелёный                   | 6032 — Сигнальный зелёный         | 6033 — Мятно-бирюзовый           |
|                                   |                                      |                                        |                                   |                                  |
| 6034 — Пастельно-бирюзовый        | 6035 — Перламутрово-зелёный          | 6036 — Перламутровый опаловый зелёный  | 7000 — Серая белка                | 7001 — Серебристо-серый          |
|                                   |                                      |                                        |                                   |                                  |
| 7002 — Оливково-серый             | 7003 — Серый мох                     | 7004 — Сигнальный серый                | 7005 — Мышино-серый               | 7006 — Бежево-серый              |
|                                   |                                      |                                        |                                   |                                  |
| 7008 — Серое хаки                 | 7009 — Зелёно-серый                  | 7010 — Брезентово-серый                | 7011 — Железно-серый              | 7012 — Базальтово-серый          |
|                                   |                                      |                                        |                                   |                                  |
| 7013 — Коричнево-серый            | 7015 — Сланцево-серый                | 7016 — Антрацитово-серый               | 7021 — Чёрно-серый                | 7022 — Серая умбра               |
|                                   |                                      |                                        |                                   |                                  |
| 7023 — Серый бетон                | 7024 — Графитовый серый              | 7026 — Гранитовый серый                | 7030 — Каменно-серый              | 7031 — Сине-серый                |
|                                   |                                      |                                        |                                   |                                  |
| 7032 — Галечный серый             | 7033 — Цементно-серый                | 7034 — Жёлто-серый                     | 7035 — Светло-серый               | 7036 — Платиново-серый           |
|                                   |                                      |                                        |                                   |                                  |
| 7037 — Пыльно-серый               | 7038 — Агатовый серый                | 7039 — Кварцевый серый                 | 7040 — Серое окно                 | 7042 — Транспортный серый A      |
|                                   |                                      |                                        |                                   |                                  |
| 7043 — Транспортный серый B       | 7044 — Серый шёлк                    | 7045 — Телегрей 1                      | 7046 — Телегрей 2                 | 7047 — Телегрей 4                |
|                                   |                                      |                                        |                                   |                                  |
| 7048 — Перламутровый мышино-серый | 8000 — Зелёно-коричневый             | 8001 — Охра коричневая                 | 8002 — Сигнальный коричневый      | 8003 — Глиняный коричневый       |
|                                   |                                      |                                        |                                   |                                  |
| 8004 — Медно-коричневый           | 8007 — Олень коричневый              | 8008 — Оливково-коричневый             | 8011 — Орехово-коричневый         | 8012 — Красно-коричневый         |
|                                   |                                      |                                        |                                   |                                  |
| 8014 — Сепия коричневый           | 8015 — Каштаново-коричневый          | 8016 — Махагон коричневый              | 8017 — Шоколадно-коричневый       | 8019 — Серо-коричневый           |
|                                   |                                      |                                        |                                   |                                  |
| 8022 — Чёрно-коричневый           | 8023 — Оранжево-коричневый           | 8024 — Бежево-коричневый               | 8025 — Бледно-коричневый          | 8028 — Терракотовый              |
|                                   |                                      |                                        |                                   |                                  |
| 8029 — Перламутровый медный       | 9001 — Кремово-белый                 | 9002 — Светло-серый                    | 9003 — Сигнальный белый           | 9004 — Сигнальный чёрный         |
|                                   |                                      |                                        |                                   |                                  |
| 9005 — Чёрный янтарь              | 9006 — Бело-алюминиевый              | 9007 — Тёмно-алюминиевый               | 9010 — Белый                      | 9011 — Графитно-чёрный           |
|                                   |                                      |                                        |                                   |                                  |
| 9016 — Транспортный белый         | 9017 — Транспортный чёрный           | 9018 — Папирусно-белый                 | 9022 — Перламутровый светло-серый | 9023 — Перламутровый тёмно-серый |
|                                   |                                      |                                        |                                   |                                  |

## RAL Design
Шкала появилась в 1993 году. Первоначально состояла из 1688 оттенков, в дальнейшем была сокращена до 1625. Оттенки систематически упорядочены для профессионального цветового дизайна. Подобная система обеспечивает простоту и лёгкость создания гармоничных цветовых комбинаций. Цвета упорядочены согласно технологическим значениям оттенка, яркости и насыщенности в визуальной цветовой модели RAL Design. Для обозначения цветов используется семизначная нумерация (HHH LL CC), где H — оттенок, L — яркость и С — насыщенность.
В 2017 году RAL Farben представила новый набор RAL D6, представляющий собой набор 1825 цветов палитры RAL Design на отдельных карточках. D6 выпускается в прочном деревянном кейсе. Карточки содержат полезную информацию по спектральному анализу каждого цвета.
В 2018 году система была модернизирована и увеличена до 1825 цветов. К цифровым обозначениям профессором Акселем Венном (нем. Prof. Axel Venn) были добавлены названия цветов на четырех языках, включая русский.

## RAL Digital
Цифровая версия раскладок RAL. Используется для работы с дизайнерским программным обеспечением и системами автоматического проектирования, доступны все цвета из коллекций Classic, Effect и Design.
В 2015 году RAL Colours представили новое устройство в линейке RAL Digital — колориметр Colorcatch Nano. Это портативное электронное устройство, способное соединяться с мобильным устройством на базе iOS или Android. Его основные функции: считывание цветов с любой поверхности, предоставление информации о полученном цвете, подбор схожих цветов в каталогах RAL, а также ряд дополнительных возможностей, среди которых цифровая лупа, ультрафиолетовый фонарик, считывание водяных знаков и другие полезные функции.
Существует программа для мобильных устройств на базе операционных систем iOS или Android «RAL iColours», которая позволяет принимать информацию с колориметра Colorcatch Nano, а также работать с изображениями.

## RAL Effect
В своей новой коллекции RAL выполнил пожелание по увеличению количества цветов для промышленного сектора. Коллекция RAL Effect появилась в 2007 году и содержит 420 матовых оттенков для воднодисперсионных красок и 70 глянцевых оттенков для красок типа металлик. Нумерация: № XXX-X или № XXX-M, где M - металлик.

## RAL Plastics
Новый стандарт, основанный на классической коллекции цветов RAL, разработан специально для изделий из пластика. Каталог состоит из 100 самых популярных цветов классической коллекции. Образцы каталогов изготовлены из полипропилена размером 148×105×3 мм.

## RAL Books
Ежегодно выпускаемые справочники Colour Feeling для дизайнеров, составленные специалистами компании RAL в сотрудничестве с дизайн-бюро Global Color Research (Великобритания) с набором сочетающихся цветов и оттенков из всех коллекций RAL. В каждой коллекции используется 32 цвета в разных сочетаниях. Состоит из альбома, CD-диска и цветового веера.